# Les Abraxas pernicieux
Les Abraxas pernicieux est la douzième histoire de la série Isabelle de Will et Yvan Delporte. Elle est publiée pour la première fois du no 2956 au no 2966 du journal Spirou.